# Kossi Komla-Ebri
Kossi Amékowoyoa Komla-Ebri (Tsévié, 10 gennaio 1954) è uno scrittore togolese naturalizzato italiano, esponente della cosiddetta "Letteratura migrante in lingua italiana".

## Biografia
Kossi Komla-Ebri è nato a Tsévié, in Togo, nel 1954, ha ottenuto la maturità in Francia, e si è infine trasferito in Italia, dove si è laureato in Medicina e Chirurgia a Bologna nel 1982, specializzandosi poi in Chirurgia Generale all'Università degli Studi di Milano.
Scrittore della letteratura migrante in lingua italiana, ha pubblicato diversi libri di racconti (apprezzato per esempio Imbarazzismi, una serie di piccoli racconti di quotidiana discriminazione in Italia) e un romanzo, Neyla.
Alle elezioni politiche del 2001 è stato il candidato dell'Ulivo nel collegio di Erba, in cui ha però perso contro Cesare Rizzi della Casa delle Libertà.

## Opere

### Raccolte di racconti
- Kossi Komla-Ebri, La lingua strappata. Testimonianze e letteratura migranti, a cura di Alberto Ibba e Raffaele Taddeo, Milano, Leoncavallo libri, 1999, ISBN 88-87175-04-7.
- Kossi Komla-Ebri, Imbarazzismi. Quotidiani imbarazzi in bianco e nero, Milano, Edizioni dell'Arco, 2002, ISBN 88-7203-174-5.
- Kossi Komla-Ebri, All'incrocio dei sentieri. Racconti dell'incontro, Bologna, Editrice Missionaria Italiana, 2003, ISBN 88-307-1246-9.
- Kossi Komla-Ebri, Nuovi imbarazzismi. Quotidiani imbarazzi in bianco e nero... e a colori, Bologna, Edizioni dell'Arco, 2004, ISBN 88-7203-251-2.
- Kossi Komla-Ebri, La sposa degli dei. Nell'Africa degli antichi riti, Barzago, Marna, 2005, ISBN 88-7203-250-4.
- Kossi Komla-Ebri, Vita e sogni. Racconti in concerto, Bologna-Milano, Edizioni dell'Arco, 2007, ISBN 978-88-7876-094-3.
- Kossi Komla-Ebri, Embarracismes - le racisme au quotidien, traduit de l'italien par Giovanna-Paola Vergari, Lille-Paris, Editions Laborintus, 2016, ISBN 979-1-09-446413-7

### Romanzi
- Kossi Komla-Ebri, Neyla. Un incontro, due mondi, Milano, Edizioni dell'Arco, 2002, ISBN 88-7203-172-9.

### Altro
- (FR) Aldo Lo Curto, Kossi Komla-Ebri, Biratan Porto, Afrique. La santé en images, Lugano, Rotary club Lugano Lago, 1998, IT\ICCU\LO1\0647979.